# سالم محمد الحريزي
سالم محمد العبودي الحريزي المهري   (مواليد 1971)، هو مهندس وسياسي يمني، وُلد في محافظة المهرة، عُين وزيراً لوزارة الأشغال العامة و الطرق في حكومة معين عبدالملك بتاريخ 28 يوليو 2022م 

## المؤهلات العلمية
بكالوريوس جامعة عدن كلية الهندسة تخصص هندسة مدنية

## المناصب السابقة
- مدير ادارة المشاريع الصحية في محافظة المهرة 1992-2002م
- مدير الدائرة الفنية في محافظة المهرة، 2003– 2008 م
- رئيس اللجنة الفنية في محافظة المهرة، 2009– 2013 م
- مدير عام الاسكان في محافظة المهرة 2008 م
- استشاري بصندوق اعمار حضرموت و المهرة 2010م
- الترفيع لدرجة وكيل مساعد 2013 م
- وكيل محافظة المهرة للشؤون الفنية 2015م